# Pecka
Pecka – gmina w Czechach, w powiecie Jiczyn, w kraju hradeckim. Według danych z dnia 1 stycznia 2014 liczyła 1 277 mieszkańców.
We wsi znajduje się udostępniony do zwiedzania zamek Pecka oraz barokowa kuźnia w Kalu.